# Кошевое (Костанайская область)
Кошевое (каз. Кошевой) — село в Карасуском районе Костанайской области Казахстана. Входит в состав Карамырзинского сельского округа. Находится примерно в 36 км к юго-востоку от районного центра, села Карасу. Код КАТО — 395251300.

## Население
В 1999 году население села составляло 441 человек (228 мужчин и 213 женщин). По данным переписи 2009 года, в селе проживали 304 человека (157 мужчин и 147 женщин).